# 宜都公主
宜都公主（772年—803年4月24日），唐朝公主，是中国唐朝第九代皇帝唐德宗李适第四女或第五女。贞元十二年（796年）冬，宜都公主许配和政公主的幼子柳昱，柳昱升任银青光禄大夫，行殿中少监。贞元十四年（798年）六月，宜都公主正式出嫁。贞元十九年（803年）三月廿九日，在永兴坊家中，宜都公主去世，享年三十二岁。八月廿四日，安葬于长安万年县铜人原。贞元二十年（804年）八月廿一日，柳昱去世，与公主合葬。  